# Vergongheon
Vergongheon település Franciaországban, Haute-Loire megyében. Lakosainak száma 1793 fő (2022. január 1.). Vergongheon Auzon, Azérat, Bournoncle-Saint-Pierre, Cohade, Frugerès-les-Mines, Lempdes-sur-Allagnon, Sainte-Florine és Vézézoux községekkel határos.

## Népesség
A település népessége az elmúlt években az alábbi módon változott:
| Lakosok száma | 1686 | 1859 | 1725 | 1758 | 1846 | 1847 | 1851 | 1815 | 1810 | 1793 |
|               | 1968 | 1982 | 1990 | 2006 | 2013 | 2015 | 2017 | 2019 | 2020 | 2022 |